# Bigorne et Chicheface
Pour les articles homonymes, voir Bigorne.

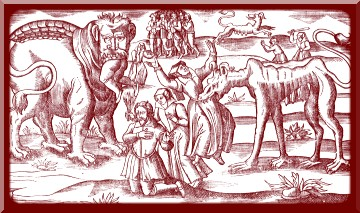
Bigorne et Chicheface

Bigorne et Chicheface sont des animaux fantastiques du folklore en Anjou, en Normandie, mais aussi en Auvergne.
La Chicheface (chincheface en Anjou, chichefache, ou  encore chichevache, ce qui signifie vilaine mine) est un animal fantastique qu'on prétendait toujours prêt à dévorer les femmes lorsqu'elles avaient le tort de ne pas contredire leur mari.
Dans le Mystère de Sainte-Geneviève, Chicheface qui mange les femmes, allié au monstre Bigorne qui mange les maris, était un animal fabuleux du genre du loup-garou, animal qui se nourrissait exclusivement des femmes qui étaient bonnes et sages, d'où sa maigreur proverbiale car « il ne devait point faire de fréquents ni de copieux repas » : « L'on m'a nommée Chicheface / Aussi seiche qu'une carcasse ».
Bigorne au contraire, qui  avait l'apparence d'un  tigre, était repu, gros et gras, car il mangeait les hommes tyrannisés par leur femme (« Bons hommes sont sa nourriture ») : « par le corps bleu, la chicheface n'a garde de vous manger, car je puis sûrement juger, que vous êtes fière et rebelle » (tiré de Le Savetier et le Moine et la Femme).
La Bigorne dans le Poitou-Charentes était un animal fantastique qui attirait et mangeait les petits enfants qui s'approchaient un peu trop des points d'eau comme les mares, les puits etc.
Pour se débarrasser de Chicheface, il fallait faire la fière avec son mari, le prendre à rebours et lui parler orgueilleusement : en effet, elle ne s'en prenait qu'à celles qui parlaient sagement. Ainsi Chicheface finirait par mourir de faim.
On a trouvé deux poèmes, le dit de Bigorne et le dit de Chicheface.

## Origine
L'origine de la facétie « Bigorne et Chicheface » se trouverait dans la seconde rédaction de Renard le Contrefait (rédigé entre 1328 and 1342), représentée par Dame Tigre qui ne se nourrit que de bonnes femmes, et volontiers mangerait.
On trouve dans Jean d'Outremeuse au XIVe siècle Ly myreur des histors, une chronique médiévale, dans la Geste de Liège « Aussi maigre qu'une chicheface », « Car li rois Àlarich, la male chichefache; Et s'astoit aussi maigre qu'une chichefache » et l'exclamation : « par sainte Chichefache ! »    

## Description

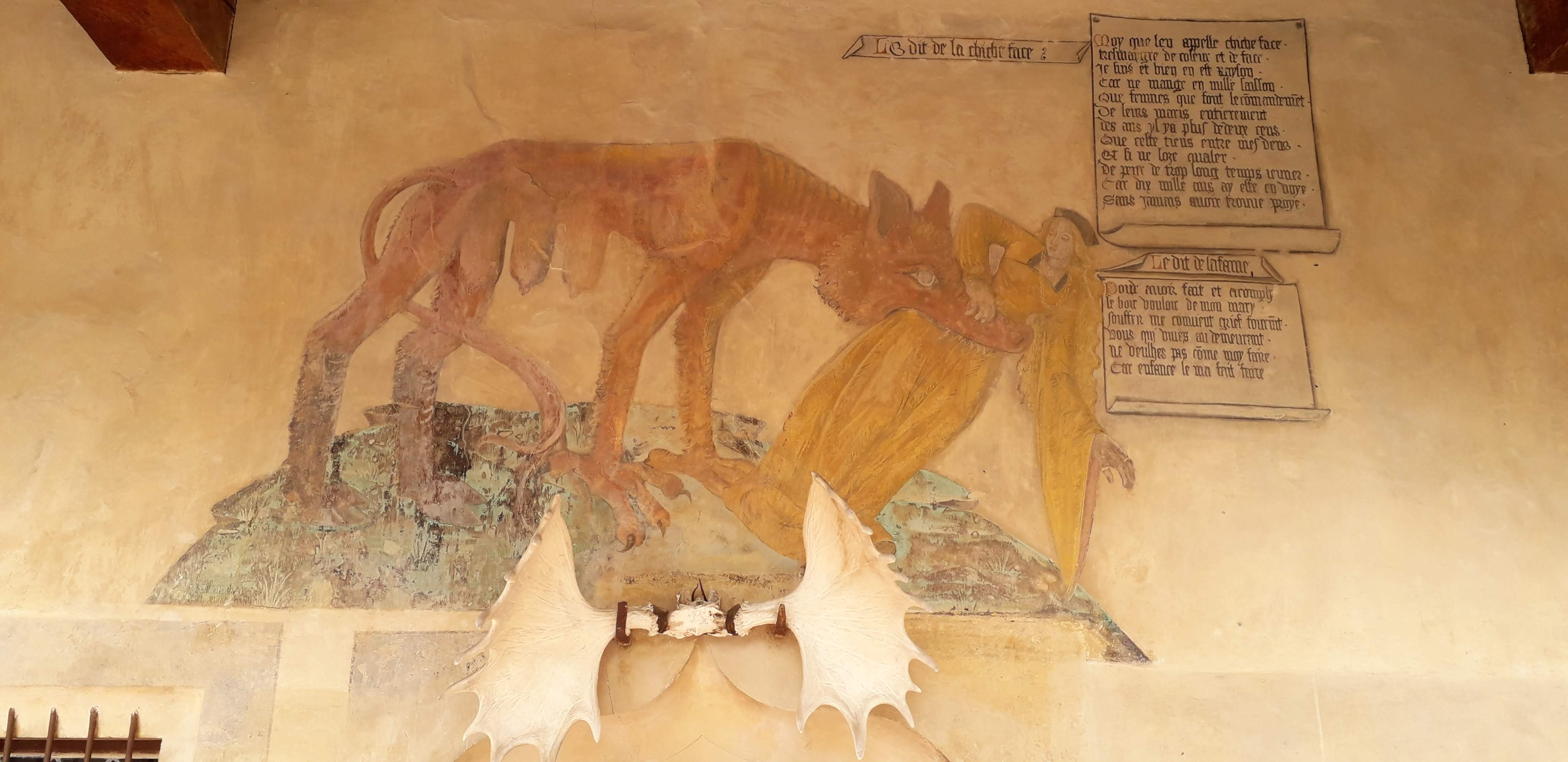
Chicheface, Château de Villeneuve-Lembron

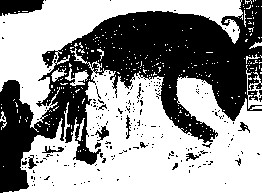
Bigorne, Château de Villeneuve-Lembron

Le Dit de Chicheface la décrit ainsi, les yeux gros comme des corbeilles, et ardents comme des tisons, les dents comme des briques : « Laide estoit de cors et de fache ; L'en l'apeloit la chinchefache. Lez denz a Ions comme broqueriex, Et si vous di qu'ele a les iex Aussi gros comme uns corbisons Et clers ardanz comme uns tisons ».
« Laide estoit de cors et de fâche, 

L'en l'appeloit la Chincheface ; 

La beste parest si sauvage  

Conques nus hom tèle ne vit. 

Or vous dirai dont ele vit :  

Des preudes fames dévorer 

Qui sagement savent parler. 

Quant la lame a tant de bonté 

Que de tout fë la volenté 

De son seignor sanz contredit 

Cèle ne puet avoir respict 

Que tantost ne soit devorée. 

N'en i a nule demorée 

En Toscane n'en Lombardie 

Meismement en Normandie 

Ne cuit-je pas qu'il en ait douze. »
Le poète s'adressait ensuite aux dames, pour leur offrir un moyen de déjouer la malice cruelle de la bête :
« Pour Dieu, Dames, dit-il, si la beste vient en ce pays, entourez-vous d'orgueil et de dédains ; si votre mari vous parle, répondez-lui tout à rebours ; s'il veut pois, qu'il ait gruau ; gardez-vous bien de rien faire qui lui soit agréable ; alors il faudra bien que la Chicheface meure de faim. »
La Chicheface avait fait partie sinon du monde réel de l'art : sculptures, peintures, gravures théâtre, poésies font allusion à Bigorne et Chicheface. Une peinture de Chicheface est citée par Durand chez un orfèvre d'Amiens mort en 1517 : il en existe des gravures avec l'adresse de Simon Graffart au XVIe siècle,

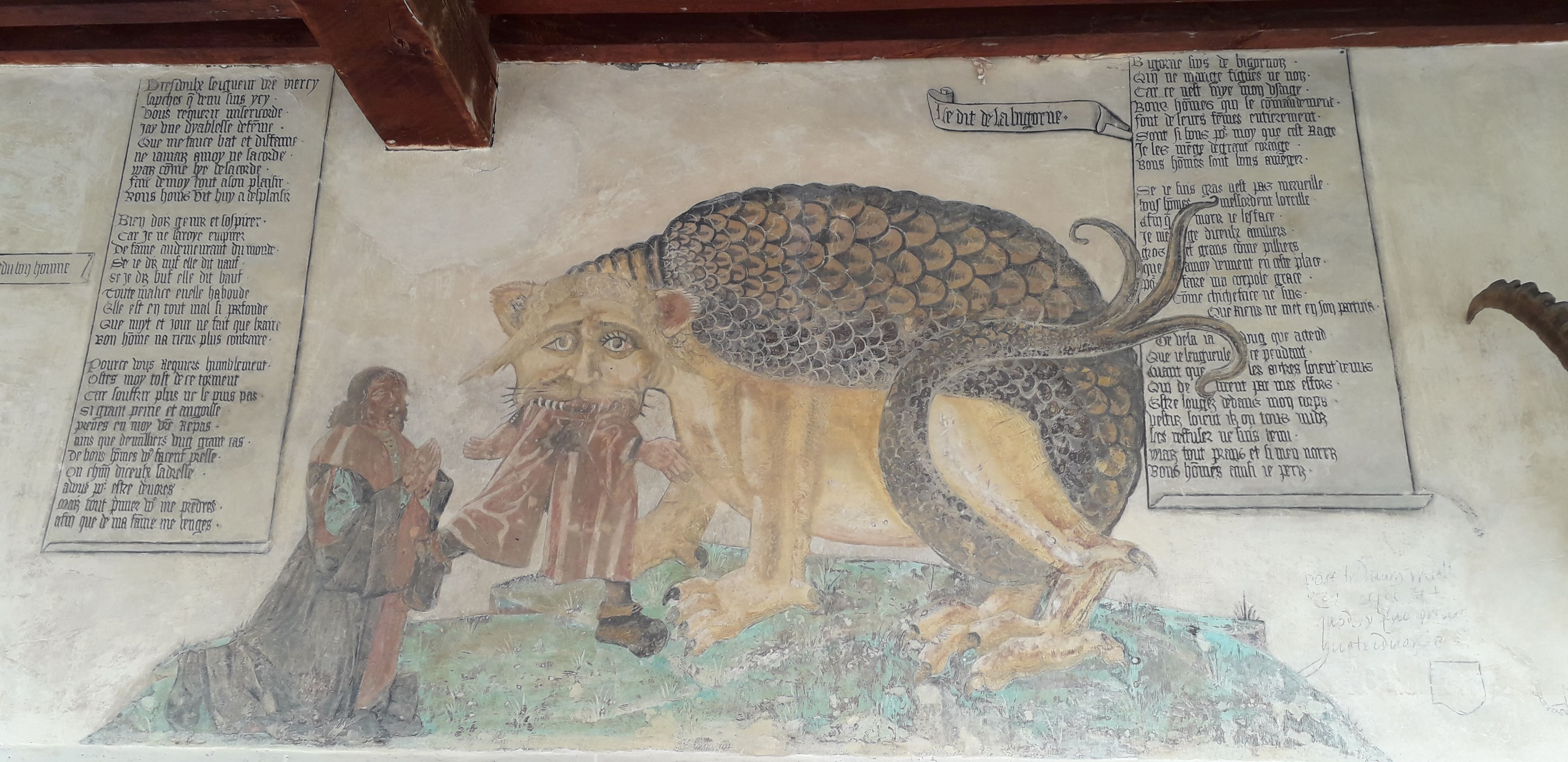
Bigorne, Château de Villeneuve-Lembron

Contrairement à Chicheface qui est efflanquée, Bigorne est bien pansue. A Villeneuve-Lembron, elle est représentée avec une tête et des pattes de félin, des écailles sur le dos et une longue queue. 

## Iconographie

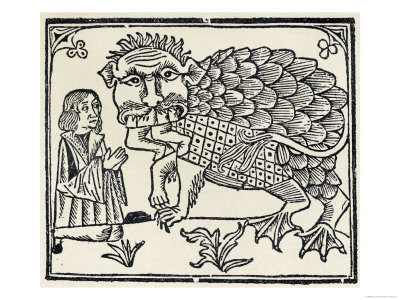
Gravure populaire, Bigorne

On trouve une représentation murale de Bigorne et Chicheface au Château de Villeneuve-Lembron dans le Puy-de-Dôme, datant du début du XVIe siècle. 
Une représentation de Chicheface se trouve au Château du Plessis-Bourré en Maine-et-Loire datant de 1480, dans la Salle des Gardes 
En Angleterre, une gravure sur bois, d'un travail grossier et exécutée sous le règne d'Élisabeth, où se montrent encore les deux bêtes fantastiques, également reconnaissables, l'une à son état de dépérissement piteux, l'autre à son obésité envahissante ; Chicheface s'appelle Pinch-Belly, c'est-à-dire Ventre-Creux, et Bigorne, Fill-Gult (Boyaux Pleins}. Cette légende existerait aussi en Hollande et en Allemagne.
Le souvenir en existe toujours en France dans la littérature populaire, et les paysans du nord achetaient pour un sou pièce deux placards coloriés de Bigorne et de Chicheface, avec des légendes en vers.

## Toponymes
Enseignes, maisons et rues : À Paris au  Clos Bruneau, on trouvait une maison « la Chicheface », l'enseigne de l'Occasion rue des Amandiers, où demeurait l'imprimeur Jean Bailleur, et dont Pierre Louvel est propriétaire en 1449 et Firmin Leclercq en 1612 : entre l'enseigne Saint-Nicolas et le jardin de  Chicheface aboutissant par derrière au jardin de l'hôtel d'Albret ou rue des Sept-Voyes, une  maison rue de la Calandre, à l'enseigne de la Chicheface ;  et aussi à Châlons-sur-Marne en  1543 ; à Chartres une Maison des Chichefaces ; à Évreux une rue de la Chicheface ; à Amiens, la Maison  de le Chichefache, « séant en ladicte ville d'Amiens, en la rue des Fèvres, tenant d'un costé et par derrière à la maison du Dieu d'Amours » ; en Seine-Maritime, une ruelle et un Hôtel de la Chichefache.

## Arts
- Matheolus l'emploie en manière de comparaison : « Je suis comme une Chicheface ».
- Villon se qualifie dans un poème de "plus maigre que chimère" mais ferait en réalité allusion à la chicheface, les chimères étant plus hybrides que maigres.

- Guillaume Coquillart dans ses poèmes emploie peut-être le double sens de « maigre » et de « dévoreuse » :

« Et de prime face nous dit

Laurence la Chicheface  

Demourant à la Pourcellette, »
— Guillaume Coquillart, Le plaidoyé de Coquillart d'entre la Simple et la Rusée
- Chaucer y fait allusion dans Les contes de Canterbury, et John Lydgate dans le poème « Of Bycorne and Chichevache » :

« O noble wyves, full of heigh prudence,  

Lat noon [no] humylitee youre tonge naille: 

Ne [nor] lat no clerk have cause or diligence 

To write of yow a storie of swich [such] mervaille,  

As of Grisildis [Griselda], pacient and kynde,  

Lest Chichivache yow swelwe [swallow] in hire entraille. »
- Gratien Dupont la met dans son énumération des livres hostiles aux femmes :

« Semblablement les dictz de Chicheface 

Qui maint vouloir d'aimer femmes efface. »
- Achille Jubinal, dans les « Mystères inédits »[13], a publié le poème satirique de Chincheface, composé seulement de 168 vers et transcrit au XIVe siècle dans le manuscrit du roi[14]. C'était la meilleure explication qu'il pût donner d'un passage du mystère de Sainte Geneviève (ibidem, p. 48) où un bourgeois répond à la jeune sainte, qui lui prêche le pardon :

« Gardez-vous de la Chicheface :
 
El Tous mordra, s'el vous rencontre ;

Par tous les sains de cy encontre 

Vous n'amendez point sa besongne »
Le roman "CREATURARUM", roman publié en autoédition, se sert de la Chicheface comme principale antagoniste du récit tout en rendant hommage à la fable d'origine.

### Le dit de la Chicheface
- Le dit de la Chicheface, 1537

« Oiez communement, oiez
Et de parler vous amoiez.
Si vous dirai teles nouveles
Qui a us maies fames sont beles
Et aus preudes fames pesanz.
Il n'a mie passé .11. anz
Que chevauchoie en Loheraine
Parmi une forest soutainc
Iluecques trovai une beste :
Aine nus hom ne vit si rubeste.
Laide estoit de cors et de fache;
L'en l'apeloit la chinchefache.
Lez denz a Ions comme broqueriex,
Et si vous di qu'ele a les iex
Aussi gros comme uns corbisons

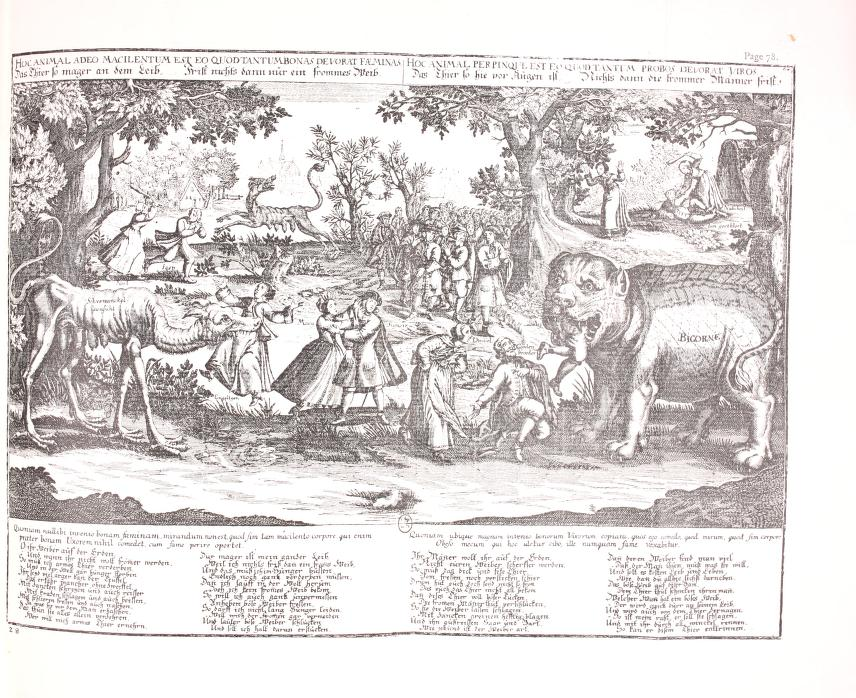

Et clers ardanz comme uns tisons ;
Et s'a bien de lonc une toise.
Ccle beste n'est pas cortoise
Nedebonère por jouer.
Chascun jor li voit-on muer
Son poil par force d'anemi ;
Uns paisanz le dist à mi
Qui mult savoit de son usage.
La beste parest si sauvage
C'oncqucs nul hom tele ne vit.
Or vous dirai dont cle vit :
Des preudes fames dévorer
Qui sagement savent parler,
N'oncques ne sont en itel point  »
Moy qu'on appelle Chicheface, 

Très maigre de coleur et face Je suis, 

et bien en est raison ; 

Car ne mange en nulle saison 

Que femmes qui font le sommant 

De leurs maris entiérement. 

Des ans y a plus de deux cens 

Que ceste tiens entre mes dens, 

Et sy je ne l'oze avaler, 

De peur de trop long-temps jeuner ; 

Car dix mille ans ay esté en voye 

Sans avoir jamais trouvé proye
- Deux autres ballades, La Loyauté des femmes et La Loyauté des hommes, sont suivies de   deux pièces, Bigorne qui mange tous les hommes qui font le commandement de leurs femmes et Chicheface qui mange toutes les femmes...

#### Étymologie possible
- La Chicheface, littéralement est une personne au visage décharné (Rabelais)
- Chickou en patois veut dire le petit d'une chienne ;  il est possible que cette figure, d'un dessin extrêmement grossier, fut  prise, surtout par le peuple, pour celle d'une chienne allaitant ses petits.
- Parler bigorne signifiait parler argot. C'était aussi une enclume à deux  faces.

Rabelais emploie  ce mot dans les deux sens.